# Brits (Zuid-Afrika)
Brits is een stad in de Zuid-Afrikaanse provincie Noordwest. Brits telt ongeveer 26.000 inwoners en maakt deel uit van de gemeente Madibeng. De plaats Brits werd vernoemd naar de stichter Johannes Nicolaas Brits, die Brits in 1924 oprichtte.

## Subplaatsen
Het nationaal instituut voor de statistiek, Stats SA, deelt sinds de census 2011 deze hoofdplaats in in 7 zogenaamde subplaatsen (sub place), waarvan de grootste zijn:
Brits SP • Damonsville • Elandsrand.

## Omgeving
De Krokodilrivier stroomt langs het westen van de stad. De ontwikkeling van het dorp werd versneld nadat de Hartbeespoortdam gebouwd werd in de Krokodilrivier, ten zuiden van de stad. Gewassen zoals tabak, koren (tarwe, maïs en graan), citrusvruchten, luzernespruiten, groenten en zelfs tafeldruiven worden verbouwd onder irrigatie. Ten noorden van de stad stroomt de rivier de Rooikoppiesdam in.
Graniet, chroom en magnetiet worden in de buurt uit de grond gehaald.

## Geboren
- Katlego Mphela (1984), voetballer